# 纪尧姆·阿波利奈尔
纪尧姆·阿波利奈尔（法語：Guillaume Apollinaire，1880年8月26日—1918年11月9日），法国诗人，剧作家，艺术评论家。其诗歌和戏剧在表达形式上多有创新，被认为超现实主义的先驱之一。

## 生平

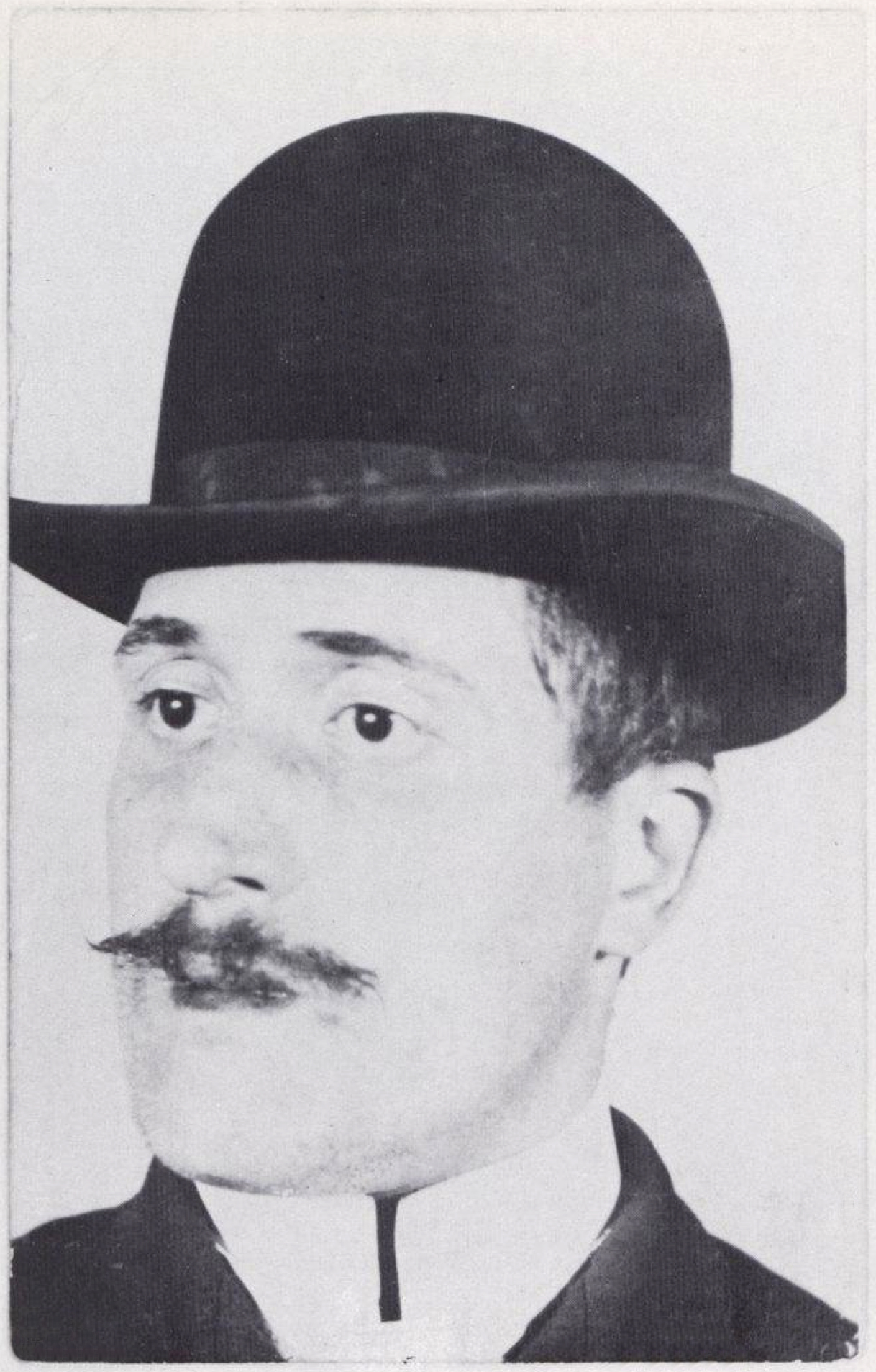
1902年像

### 一战前的经历
阿波利奈尔生于意大利罗马，原名为阿波利纳里·德·科斯特罗维斯基，母亲是一位流亡罗马的波兰女贵族，父亲据说是位意大利军官，但从未承认他为儿子。他从小跟随母亲在法国南部的尼斯、摩纳哥等地生活。1899年到巴黎任银行职员，后当记者，1901年他到德国当家庭教师，一度爱上了自己学生的英籍女教师，后来以这段经历创作了第一批诗作。回到巴黎之后，他结识了包括毕加索、格特鲁德·斯泰因、马塞尔·杜尚在内的很多文学家，艺术家。写过一批幻想故事比如1907年出版的色情小说《一万一千鞭》，此书在当时广泛流传，后来被禁，直至1970年代才解禁。
1911年8月卢浮宫名画《蒙娜丽莎》被盗，9月7日阿波利奈尔因从一名俄国朋友那里购买过卢浮宫失窃的埃及雕塑并曾宣称“卢浮宫应该烧掉”而被捕，毕加索也被牵连接受审问，但一周后两人都获释。1912到1914年阿波利奈尔生活在孤独中，他创作了一些诗歌，以《醇酒集》为题发表，在这部诗集中，他取消了标点符号，不顾诗歌的音节划分，糅合了传统和创新，对法国现代诗歌有较大影响。1913年他还发表了文学评论著作《立体派画家》为立体主义运动辩护。

### 一战至去世

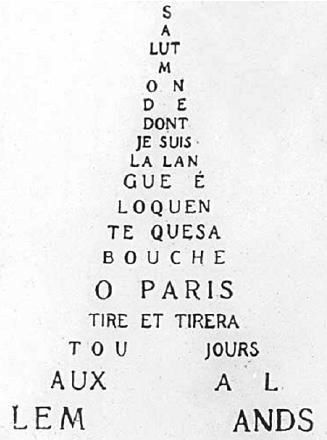
《加利格拉姆》中的一首诗，组成埃菲尔铁塔的形状

第一次世界大战爆发后阿波利奈尔志愿参军，加入了法国国籍。1916年他头部负重伤。回到巴黎之后，他受到新一代先锋派艺术家的欢迎，和让·谷克多一起提倡“新精神”成为这一派的领袖。1917年他完成了剧本《蒂雷西亚的乳房》，其中创造了“超现实主义”这个词。1917年5月18日该剧上演，被视为超现实主义戏剧的开山之作。
阿波利奈尔还因对萨德侯爵的推崇而为人所知，他称萨德为“曾存在过的最自由的灵魂”1918年5月，他和一位“美丽的棕髮姑娘”结婚。同年11月他因西班牙流感去世，死后葬于巴黎拉雪兹公墓。
去世之后不久，诗集《加利格拉姆》（意为“抒情的表意文字”）出版，在这些诗中他进一步抛弃了诗歌的形式，开始尝试用诗句来构成图案，对后来诗歌形式的发展产生了影响。

## 主要作品

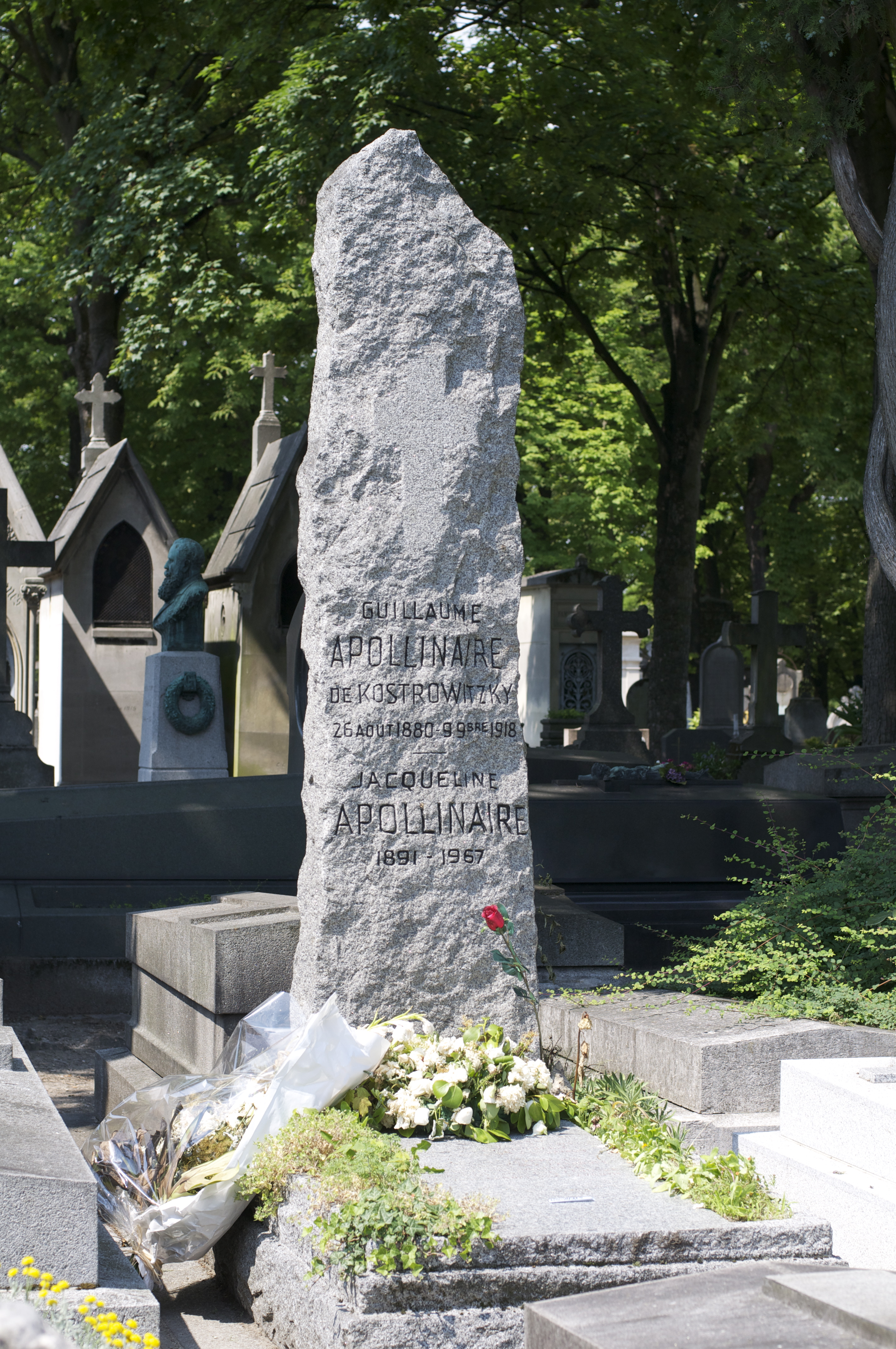
拉雪兹公墓的阿波利奈尔墓

- 《一萬一千根棒子》1907
- 《醇酒集》1913
- 《被刺的诗人》1916
- 《蒂雷西亚的乳房》1917
- 《加利格拉姆》1918

## 外部連結
- "Official" site hosted by Western Illinois University
- Guillaume Apollinaire的作品  - 古騰堡計劃
- Ebooks from Apollinaire in french at Livres & Ebooks
- Poems in Spanish: A media voz （页面存档备份，存于） Biografía y poemas de Apollinaire （页面存档备份，存于）
- Guillaume Apollinaire （页面存档备份，存于） at amediavoz.com
- Audio recordings of Apollinaire reading his poems "Le Pont Mirabeau", "Marie" and "Le Voyageur" （页面存档备份，存于）
- English verse translation of Le Pont Mirabeau （页面存档备份，存于）
- Apollinaire at ubuweb （页面存档备份，存于） (includes examples of his work)
- The Exploits of a Young Don Juan an e-book (in French) （页面存档备份，存于）
- 互联网电影数据库（IMDb）上《Les exploits d'un jeune Don Juan》的资料（英文）
- Guillaume Apollinaire (poems in French and English)
  - Les onze mille verges an e-book (in French)
- Apollinaire-rif （页面存档备份，存于） at rifondou.walon.org (re. Walloon poetry)
- A digital rendition of Apollinaire's best known poem, "Il Pleut" （页面存档备份，存于）
- "Il Pleut" - The 1918 structure typeset using HTML and CSS
- 在Find a Grave上的纪尧姆·阿波利奈尔